# Babadook
Babadook (títol original en anglès: The Babadook) és una pel·lícula australiana de terror psicològic de 2014 escrita i dirigida per Jennifer Kent en el seu debut com a directora, i produïda per Kristina Ceyton i Kristian Moliere. El film és protagonitzat per Essie Davis, Noah Wiseman, Daniel Henshall, Hayley McElhinney, Barbara West i Ben Winspear, i està basat en el curtmetratge Monster de Kent del 2005. La pel·lícula es va doblar al català.
La pel·lícula es va estrenar el 17 de 2014 de gener al Festival de Cinema de Sundance i va generar atenció i elogis de la crítica internacional, recaptant 10,3 milions de dòlars enfront d'un pressupost de 2 milions de dòlars.

## Argument
La desesperació i la progressiva ira que consumeixen Amelia (Essie Davis), una dona vídua amb un fill de sis anys Samuel Vanek (Noah Wiseman), activen un film tan terrorífic com bell sobre monstres reals i metafòrics.

## Producció
Kent va estudiar a l'Institut Nacional d'Art Dramàtic (NIDA) i es va graduar el 1991. Després va treballar com a actriu a la indústria cinematogràfica durant més de dues dècades. Quan va perdre el seu interès per la interpretació a finals de la dècada del 1990, va enviar una proposta escrita al cineasta danès Lars von Trier, demanant-li si podia treballar al rodatge de Dogville (2003) per aprendre sobre direcció. La proposta de Kent va ser acceptada i considera aquesta experiència la seva escola de cinema, citant la importància de la perseverança com la lliçó clau que hi va aprendre.
Abans de Babadook, el primer llargmetratge de Kent, havia realitzat un curtmetratge titulat Monster, i un episodi de la sèrie de televisió Two Twisted. Kent va explicar el 2014 que els orígens de Babadook es poden trobar a Monster, que ella anomena baby Babadook.
L'escriptura del guió va començar el 2009 i Kent ha afirmat que volia explicar una història sobre l'enfrontament a la foscor de nosaltres mateixos, la «por a tornar-nos bojos» i una exploració de la criança des d'una «perspectiva real»: no dic que totes volem matar els nostres fills, però moltes dones lluiten, i és un tema tabú, dir que la maternitat és qualsevol cosa menys una experiència perfecta per a les dones». En total, Kent va completar cinc esborranys del guió.
Kent va aprofitar la seva experiència al plató de Dogville per a muntar el seu equip de producció, ja que va observar que von Trier estava envoltat d'una «família de persones». Per tant, Kent va buscar la seva pròpia «família de col·laboradors per a treballar a llarg termini». Kent va contractar el director de fotografia polonès Radek Ladczuk, per a qui Babadook va ser la seva primera pel·lícula en anglès, i l'il·lustrador estatunidenc Alexander Juhasz. Pel que fa a les influències cinematogràfiques, Kent va citar el terror dels anys 1960, 1970 i 1980, com ara La cosa (1982), Halloween (1978), Les yeux sans visage (1960), La matança de Texas (1974), Carnival of souls (1962) i El resplendor (1980), així com Vampyr (1932) i Nosferatu (1922).
Tot i que el procés va ser difícil i es va veure obligada a reduir el seu pressupost inicial, la productora Kristina Ceyton va aconseguir un finançament de 2,5 milions de dòlars australians. Tanmateix, encara requerien un pressupost addicional per a la construcció dels decorats de pel·lícula. Per aconseguir els fons per als decorats va llançar una campanya de micromecenatge a Kickstarter el juny de 2012, amb un objectiu de 30.000 dòlars estatunidencs. El seu objectiu de finançament es va assolir el 27 de setembre de 2012 gràcies a les aportacions de 259 patrocinadors que van recaptar 30.071 dòlars. La pel·lícula es va rodar principalment a Adelaida, a l'Austràlia Meridional.
Kent al principi volia filmar únicament en blanc i negre, ja que volia crear una «sensació augmentada» que fos creïble. També va ser influenciada per les pel·lícules de terror de sèrie B anteriors a la dècada del 1950, ja que són «molt teatral», a més de «visualment belles i terrorífiques». Kent més tard va perdre l'interès per la idea en blanc i negre i va treballar estretament amb el dissenyador de producció Alex Holmes per a crear un escenari interior very cool, «molt claustrofòbic» amb decorats «minuciosament dissenyats». L'esquema de color final de la pel·lícula es va aconseguir sense l'ús de gels a les lents de la càmera ni cap alteració durant l'etapa posterior a la filmació. Kent va citar els cineastes David Lynch i Roman Polanski com a influències clau durant l'etapa de rodatge.
Kent va descriure el procés de rodatge com a «estressant» a causa de l'edat de Noise Wiseman. Kent va explicar que «realment havia d'estar concentrada perquè necessitàvem el doble de temps que teníem». La mare de Wiseman estava al plató i es va crear un «entorn molt protector i amorós». Kent va explicar després de l'estrena de la pel·lícula que Wiseman estava protegit durant tot el projecte: «durant els plans inversos on Amelia estava abusant verbalment de Sam, vam tenir Essie Davis cridar a un substitut adult de genolls. No volia destruir una infància per fer aquesta pel·lícula, això no seria just». L'amistat de Kent amb Davis va ser una sort durant el rodatge i Kent va elogiar la seva antiga companya de classe: «és molt receptiva, li agrada que la dirigeixin i és un plaer treballar amb ella».
Pel que fa al monstre Babadook i als efectes espantosos de la pel·lícula, Kent va ser inflexible des del principi de la producció i sabia que utilitzaria uns efectes lleus i fets a mà. Cita les influències de Georges Méliès, La caiguda de la Casa Usher de Jean Epstein i Häxan. Kent va utilitzar efectes de stop-motion per al monstre i que es van suavitzar en la postproducció. La banda sonora va ser composta per Jed Kurzel, qui també va compondre la banda sonora d'Alien: Covenant

## Comunitat LGBT
L'octubre de 2016, un usuari de Tumblr va fer broma dient que el Babadook és obertament gai. El desembre de 2016, un altre usuari de Tumblr va publicar una captura de pantalla viral que mostrava la pel·lícula classificada per Netflix com a «Pel·lícula LGBT». Malgrat l'absència de referències obertes a la cultura LGBT a la pel·lícula, els fans i periodistes van generar interpretacions del subtext queer de la pel·lícula que sovint eren iròniques, posant de manifest la personalitat dramàtica del personatge, el vestit grotesc i l'efecte caòtic dins d'una estructura familiar tradicional. El juny de 2017, Babadook va ser tendència a Twitter i es va mostrar com a símbol durant el l'Orgull gai d'aquell any. La resposta a les xarxes socials va ser tan intensa que els cinemes de Los Angeles van aprofitar per fer projeccions de la pel·lícula amb caràcter benèfic.
Jennifer Kent va dir que «estimava» el mem, afirmant que «crec que és una bogeria i [el mem] el va mantenir amb vida. Vaig pensar mite'l! No vol morir, així que està trobant maneres de fer-se rellevant».

## Interpretacions
Escrivint per a The Daily Beast, Tim Teeman afirma que el dolor és el «monstre real» a Babadook, i que la pel·lícula tracta sobre «les conseqüències de la mort i com les seves restes es destrueixen molt després que el cadàver hagi estat enterrat o cremat». Teeman escriu que es va «enganxar» per l'«imperatiu metafòric» de la pel·lícula de Kent, amb el monstre Babadook que representa «la forma del dolor: tot envoltant, canviant de forma, negre».
El crític egipci Wael Khairy va concloure que la pel·lícula està «basada en alguna cosa molt real» i «se sent inusualment bella i fins i tot terapèutica».
Samuel Vanek, el protagonista, mostra alguns trets autistes i les famílies d'infants autistes s'han identificat amb temes de la pel·lícula, inclòs l'aïllament social i la privació del son que solen aclaparar-los.